# Incendiary
Incendiary is een Britse dramafilm uit 2008 onder regie van Sharon Maguire. Het verhaal is gebaseerd op dat uit het gelijknamige boek uit 2005 van Chris Cleave. Maguire verwerkte dit zelf tot filmscenario. De hoofdrollen worden vertolkt door Michelle Williams, Ewan McGregor, enMatthew Macfadyen.

## Verhaal
Een jonge - nooit bij naam genoemde - moeder (Michelle Williams) woont samen met haar vierjarige - ook niet bij naam genoemde - zoontje (Sidney Johnston) in een flat van het Wellington Estate in Londen. Ze is getrouwd met Lenny (Nicholas Gleaves), de vader van haar zoon. De liefde tussen hen is ver bekoeld en hij is zelden thuis. Hij is een voormalig militair en werkt inmiddels op onregelmatige tijden voor de explosievenopruimingsdienst. Wanneer Lenny wel thuis is, is hij doorgaans nors, snel geïrriteerd en kortaf. Voor haar is haar zoon haar alles en allerbelangrijkste gezelschap. Het gezin heeft weinig te besteden, maar is gelijkgestemd in hun verafgoding van de plaatselijke voetbalclub Arsenal FC. Met enige regelmaat staart zij vanaf haar balkon naar de overkant van de straat, waar de welgestelde krantenjournalist en rokkenjager Jasper Black (Ewan McGregor) nogal eens thuiskomt met een nieuwe verovering. Hij leeft een totaal ander leven dan zij.
Wanneer Lenny weer eens 's avonds van huis is voor zijn werk, brengt zij haar zoon naar de buurvrouw en zoekt zelf Black op in de kroeg. Ze laat zich door hem versieren, gaat met hem naar huis en heeft seks met hem. Ze vertelt Black dat het eenmalig was, maar hij laat zich niet zomaar afpoeieren. Daarom staat hij bij haar voor de deur wanneer Lenny en zijn zoon naar een thuiswedstrijd van Arsenal zijn gaan kijken. Ze trekt haar kleren uit en de twee beginnen te vrijen op de bank, terwijl de wedstrijd van Arsenal live uitgezonden wordt op televisie.
Terwijl zij druk bezig zijn met hun vrijpartij, klinkt er ineens een harde knal op televisie. Er is een aanslag gepleegd op het Arsenalstadion. Zes zelfmoordterroristen hebben zichzelf op de tribunes opgeblazen met bomvesten. Een groot deel van het stadion ligt in puin, meer dan duizend mensen zijn dood of onvindbaar. In paniek laat ze zich door Black afzetten bij het stadion. Terwijl ze zich een weg baant door de meute, op zoek naar haar familie, krijgt ze een stuk van de instortende tribune op haar hoofd. Ze wordt wakker in het ziekenhuis. Lenny en hun zoon zijn niet terug. Ze behoren tot de duizend doden en vermisten. Ze is in één klap alleen over.
Overmand door verdriet en schuldgevoel worstelt zij met de taak om haar leven weer op te pakken. Haar therapeut raadt haar aan om voor zichzelf brieven aan Osama bin Laden te schrijven alsof ze in gesprek met hem gaat over de gebeurtenissen en de gevolgen daarvan. Ze is niettemin niet de enige op wie de aanslag een enorme impact blijkt te hebben. Wanneer Black niet bij haar was geweest, had hij ook in het stadion gezeten en was hij mogelijk ook dood, beseft hij. Het hoofd terrorismebestrijding Terrence Butcher (Matthew Macfadyen) probeert haar te steunen, maar leeft zelf met een geheim. Zijn organisatie was al vijf jaar op de hoogte van de terroristische cel die de aanslag pleegde en wist dat er een aanslag in het Arsenalstadion plaats zou vinden. Hij verwachtte alleen een daad van beperkte omvang van een enkeling, een offer dat hij bereid was te brengen om daarmee de hele cel op te rollen en daarmee grotere rampen te voorkomen. Een aanslag van deze grootte was niet voorzien en heeft hij laten gebeuren zonder iets te doen. Butcher zelf voelt zich nu zelf ook nergens meer compleet veilig, terwijl hij voorheen plaatsen voor zichzelf kon creëren waarop hij tot rust kwam.
Black legt via zijn contacten die hij legde tijdens zijn werk voor The Express de hand op opnames van de beveiligingscamera's uit het Arsenalstadion. Daarop blijkt een van de zelfmoordenaars Sonny Ghorbani' (Emil Elhaji) duidelijk identificeerbaar. Hij verwondert zich erover dat de politie hierover niets bekendmaakt. Black komt erachter dat Ghorbani in het dagelijks leven een doorsnee Engelsman was en een vrouw (Sasha Behar) en schoolgaande tienerzoon (Usman Khokhar) achterliet die ook gewoon proberen mee te draaien in de hedendaagse, Westerse maatschappij. Ghorbani's zoon is nog altijd in afwachting van zijn vaders thuiskomst en is dol op hem. Zijn wereld stort in wanneer hij in een kiosk een krant onder ogen krijgt met op de voorpagina een verhaal van Jasper, waarin hij Ghorbani's daad en identiteit publiekelijk bekendmaakt. Ghorbanis weduwe wil met niemand praten, maar wordt ook verteerd door schuldgevoel vanwege de daad van haar man.

## Rolverdeling
- Michelle Williams - Jonge moeder
- Ewan McGregor - Jasper Black
- Matthew Macfadyen - Terrance
- Nicholas Gleaves - Lenny
- Sidney Johnston - De jongen
- Tola Igbo - Voetballer/supporter
- Edward Hughes - Danny Walsh
- Alibe Parsons - Pearl
- Stewart Wright - Charlie
- Nicholas Courtney - Aartsbisschop van Canterbury
- Gavin Brocker - Detective Tony Jackson

## Achtergrond
De opnames voor de film begonnen op 26 maart 2007 in Londen. De eerste scènes werden gefilmd op locatie op Northampton Square en het Brunswickhuis in Islington. Verder werden er opnames gemaakt in het Matchroom Stadium van Leyton Orient F.C..
De film werd onder andere vertoond op het Sundance Film Festival van 2008. Reacties op de film waren doorgaans negatief. Criticus Tom Charity, die de film op het filmfestival had gezien, gaf Incendiary in zijn beoordeling 1 ster van de vier. Time Out London gaf de film twee van zes sterren.